# Lucy Fox
Lucy Fox (New York, 25 ottobre 1897 – Palm Beach, 21 maggio 1970) è stata un'attrice statunitense che lavorò ai tempi del muto.

## Filmografia
- Just for Tonight, regia di Charles Giblyn (1918)
- Why I Would Not Marry, regia di Richard Stanton (1918)
- Why I Should Not Marry, regia di Richard Stanton (1918)
- The Bishop's Emeralds, regia di John B. O'Brien (1919)
- The Winchester Woman, regia di Wesley Ruggles (1919)
- Women Men Forget, regia di John M. Stahl (1920)
- The Flaming Clue, regia di Edwin L. Hollywood (1920)
- The Empire of Diamonds, regia di Léonce Perret (1920)
- Something Different, regia di Roy William Neill (1920)
- The Money Maniac, regia di Léonce Perret (1921)
- Hurricane Hutch, regia di George B. Seitz - serial (1921)
- My Old Kentucky Home, regia di Ray C. Smallwood (1922)
- Sonny, regia di Henry King (1922)
- Speed, regia di George B. Seitz - serial (1922)
- What Fools Men Are, regia di George Terwilliger (1922)
- Toilers of the Sea, regia di Roy William Neill (1923)
- The Lone Wolf, regia di S.E.V. Taylor (1924)
- Miami, regia di Alan Crosland (1924)
- The Wise Virgin, regia di Lloyd Ingraham (1924)
- Teeth, regia di John G. Blystone (1924)
- The Arizona Romeo, regia di Edmund Mortimer (1925)
- The Trail Rider, regia di W. S. Van Dyke (1925)
- Bluebeard's Seven Wives, regia di Alfred Santell (1925)